# Hyzio, Dyzio i Zyzio
Hyzio, Dyzio i Zyzio (ang. Huey, Dewey and Louie) – fikcyjne postacie stworzone przez Teda Osborne’a i Ala Taliaferro. Występują głównie w komiksach, ale także w filmach animowanych Disneya. Po raz pierwszy pojawili się w gazetowym pasku komiksowym 17 października 1937. Na ekranie zadebiutowali 15 kwietnia 1938 w filmie Donald's Nephews (Siostrzeńcy Donalda).
Ich matką jest siostra Kaczora Donalda – Della, ich ojca bliżej nie znamy. Kaczor Donald miał się opiekować nimi tymczasowo, dopóki ich ojciec nie wróci ze szpitala, gdzie trafił po jednym z ich wybryków. Rodzice nie wezwali synów do domu, więc Kaczor Donald w 1947 zaadoptował swoich siostrzeńców. W wielu przygodach towarzyszy im także wujek Kaczora Donalda Sknerus McKwacz. Hyzio, Dyzio i Zyzio należą do zastępu A, drużyny 1, hufca Kaczogród, międzynarodowej organizacji Młodych Skautów.
W pierwszej polskiej wersji dubbingowej Kaczych opowieści Hyzia, Dyzia i Zyzia możemy rozróżnić po kolorach ubrań i czapek: Hyzio – czerwony, Dyzio – niebieski, Zyzio – zielony. Wcześniej kolory nie wskazywały który jest który – wszystkie były jednakowe lub dobierane przypadkowo.
Według Dona Rosy, Hyzio, Dyzio i Zyzio urodzili się w 1940 w Kaczogrodzie w stanie Kalisota.
W komiksach Paula Halasa Hyzio, Dyzio i Zyzio występują czasem razem z Wolframikiem, komputerem Klikiem, Benkiem McOrłem, Pecetką i Mackiem.

## Czwarty kaczorek
Istnieje również czwarty kaczor, będący „zaginionym” bratem Hyzia, Dyzia i Zyzia. Został nazwany Phooey (pol. Pyzio), gdyż tak naprawdę został narysowany przez przypadek. Phooey pojawia się tylko kilka razy w komiksach. Pojawiły się również dwie krótkie historie, tłumaczące pojawienie się czwartego z braci. W jednym z komiksów Diodak stworzył robota – siostrzeńca, Pyzia, który w angielskiej wersji miał na imię Phooey, później żeby było sprawiedliwiej stworzył Ryzia (ang. Ruey) i Tyzia (ang. Matthew). Potem Ryzio, Pyzio i Tyzio zagrozili Diodakowi, że jeśli nie będzie kolejnych 97 robotów, zniszczą Wolframika.
W drugim komiksie w siostrzeńców trafia piorun. Powoduje to niezwykły skutek: raz na jakiś czas pojawia się obok nich czwarty brat, powstały wskutek działania pola elektrycznego. Znika jednak po kilku sekundach. W komiksie tym został on nazwany Hysio.
W pewnym komiksie Vicara, rysuje on przez przypadek 2 Hyziów – jednego na fotelu, drugiego obok Donalda.
W jednym z numerów serii „Gigant Poleca” jest dwóch Dyziów.

## Ojciec
Ojcem Hyzia, Dyzia i Zyzia jest nieznajomy kaczor, mąż ich matki, Delli. Pierwsza wzmianka o nim pochodzi z komiksu gazetowego (jednocześnie był to pierwszy występ Hyzia, Dyzia i Zyzia) wydanego 17 października 1937 w Stanach Zjednoczonych.
Ponieważ ojciec chłopców pojechał do szpitala po jednym z żartów jego podopiecznych (o którym wiadomo tyle, iż zawierał w sobie fajerwerki), oddał ich Kaczorowi Donaldowi pod opiekę. Jak się potem okazało, nie pojawił się nigdy więcej, aby ich odebrać. Wkrótce jego synowie wprowadzili się do Donalda, chociaż z początku odesłał ich do matki. Wiadomo, że przenieśli się tam przed Bożym Narodzeniem 1947 roku, choć inni mówią, że po wakacjach 1942.
Kaczor po żarcie swych synów w 1937 trafił do szpitala, z którego podobno nie wrócił. Dopuszczalne są cztery możliwości:
1. zgon z przyczyny wybryku synów (chociaż jego synowie nie wyglądają na obwiniających się, a gdyby on zginął, czuliby się winni),
2. ucieczka, ze względu na strach przed dowcipami swych dzieci,
3. zaginięcie (a jego żona ruszyła w świat go szukać),
4. zgon z innych przyczyn (gdyby synowie zostali oddani pod opiekę swojego wujka przed rokiem 1945, mógłby zginąć na wojnie),

Posługuje się tym samym nazwiskiem, co Kaczor Donald, choć raczej nie jest z nim blisko spokrewniony.
W jednym z wywiadów jeden z czołowych rysowników Disneya, Don Rosa, stwierdził, iż nieznanym ojcem Hyzia, Dyzia i Zyzia musi być brat Daisy, co wyjaśniałoby, czemu siostrzeńcy zwracają się do niej per „ciociu”. Jak dotąd nie ma jednak potwierdzenia tej tezy.

## Różnice
Według większości bohaterów Hyzio, Dyzio i Zyzio wyglądają tak samo. Jednak Donald w komiksie Kacze Oko (zwanym również Sokole Oko) widzi pewne różnice:
- Hyzio ma kropkę przy oku, zakręcone pióro na kuprze i dodatkową powiekę
- Dyzio ma dodatkową zmarszczkę na kciuku i inny odcień bieli
- Zyzio ma drobny pieg i ukąszenie komara za uchem

## Pochodzenie imion
Oryginalne imiona Hyzia, Dyzia i Zyzia (Huey, Dewey i Louie) zostały zapożyczone od następujących osób:
- Huey P. Long, senator i gubernator Luizjany
- Thomas Dewey, gubernator Nowego Jorku i dwukrotny kandydat republikański na prezydenta USA
- Louie Schmitt, animator

## Kacze opowieści
- W oryginale z 1987 roku Donald oddał ich pod opiekę Sknerusowi po wstąpieniu do US Navy. Więź uczuciowa pomiędzy Sknerusem i chłopcami budowała się stopniowo i powoli.

- W reboocie doszło do rewolucyjnych zmian w porównaniu z poprzednimi filmami z ich udziałem i komiksami: Siostrzeńcy różnią się między sobą charakterem i wyglądem. Hyzio jest najstarszy (o kilka sekund) z rodzeństwa i jest ubrany na czerwono. Typowy nerd. Najmądrzejszy i najlepiej zorganizowany ze swoich braci. Jest jedynym z siostrzeńców który w reboocie nosi czapkę i należy do Młodych Skautów. Korzysta z uzupełnianego przez siebie Poradnika Młodego Skauta. Bracia nie rozumieją jego ułożonego trybu życia. Z pociągu do wiedzy ma zamiłowanie do niecodziennych rzeczy i momentami sprawia wrażenie dziwaka. Dyzio środkowy pod względem wieku z rodzeństwa i jest ubrany na niebiesko. Uwielbia przygody i dalekie podróże oraz marzy o pełnych niebezpieczeństw wyprawach po skarby. Uważa siebie za oczywistego przyszłego następcę Sknerusa na jego podróżniczym szlaku. Jest bardzo beztroski i nierozważny, a jego żądza wzbudzania zainteresowania irytuje braci. Z całej trójki najbardziej przyjaźni się z Tasią, z którą w pierwszym sezonie próbował rozwikłać co się stało z ich matką. Zyzio który jest najmłodszy (o kilka sekund) z rodzeństwa i jest ubrany na zielono. Leniwy i egoistyczny, próbujący osiągać swoje cele jak najmniejszym kosztem. Ze Sknerusem łączy go miłość do pieniędzy oraz umiejętność pływania w nich. Z całej trójki jest najbardziej emocjonalny. Nienawidzi swojego prawdziwego imienia i robi wszystko, by zwracano do niego zdrobnieniem. W drugim sezonie z inspiracji Sknerusa zakłada własny biznes Zyzio sp. z o.o. (oryg. Louie Inc.), który zostaje zamknięty jako kara za negatywne konsekwencje jego podróżowania w czasie. W dwudziestym pierwszym odcinku przejmuje fortunę Sknerusa i Forsanta mianując siebie w następnym odcinku najbogatszym kaczorem na świecie, jednak potem zwraca stanowisko swojemu wujkowi. Cała trójka jest złośliwa i podstępna w stosunku do Donalda. Della planowała nazwać ich "Jet, Turbo i Rebel". Razem z jajami, zostawiła  Donaldowi kartkę, gdyby wykluli się zanim wróci. Jednak brat wolał nazwać ich inaczej.

Inną bardzo istotną zmianą w reboocie jest to, że często akcja odcinka skupia się tylko na jednym z siostrzeńców, podczas gdy znaczenie pozostałych jest znikome. Np. 3, 11, 26, 28, 31, 39, 40, 41, 42, 43, 47, 48.
Albo przygody przeżywa dwóch braci, bo trzeci wyłamał się na początku odcinka. Np. 7, 9, 27, 30.